# Klooster Abshoven
Klooster Abshoven is een voormalig kloostercomplex en landgoed ten zuiden van Munstergeleen in de gelijknamige buurtschap Abshoven in de gemeente Sittard-Geleen in de Nederlandse provincie Limburg. Abshoven werd tussen 1715 en 1717 gebouwd als abdijhoeve behorende aan de abdij van Godsdal (Valdieu) in het Belgische Aubel, is daarna tientallen jaren bewoond geweest door verschillende adellijke families en groeide begin 20e eeuw uit tot een volwaardig klooster. Nadat het klooster was gesloten brandde het in 1995 grotendeels af.

## Geschiedenis
De hoeve wordt genoemd in het Partagetraktaat uit 1661 dat de verdeling van de Landen van Overmaas regelde tussen Spanje en de Nederlandse Republiek. De hoeve viel toen onder Spaans gezag.
Tijdens de Franse tijd werd het goed geconfisqueerd en later aan particulieren verkocht. In 1901 namen de zusters Dienaressen van het Heilig Hart hun intrek en stichtten er een kindertehuis, Huize Abshoven. Naar een ontwerp van de architect Johannes Kayser werd het goed uitgebreid met een klooster en een neogotische kapel.
Van het 18e-eeuwse complex waren tot de brand in 1995 nog het herenhuis, de zuidelijke vleugel en een schuur uit de jaren 1715-'17 bewaard gebleven. Bij de herontwikkeling van het gebied om het klooster heen in 2005, zijn de schuren van het in verval geraakte complex afgebroken.
In 2011 werd tussen de gemeente Sittard-Geleen en een projectontwikkelaar een vaststellingsovereenkomst gesloten, waarin werd opgenomen dat het klooster, de kapel en de middeleeuwse kelder van het voormalige abtshuis gerestaureerd zouden worden. Ook de Engelse tuin zou daarbij hersteld worden. Als concessie aan de projectontwikkelaar liet de gemeente de aanvankelijk gewenste herbouwplicht van de hoeve en het abtshuis vervallen. Medio 2013 werd het complex verkocht aan een Geleense ondernemer, om er een bedrijfskantoor en een brasserie met buitenterras te vestigen.
Brasserie Abshoven opende haar deuren op 3 juni 2014. De kapel/kloosterkerk uit 1901 is sindsdien weer in gebruik. Het naastgelegen stuk klooster werd in oktober 2014 in gebruik genomen door de Perfact Group. Van het herenhuis staat een klein deel van de voorgevel als ruïne overeind en de middeleeuwse kelder is bewaard gebleven.

## Monumentale status
De carréboerderij en het abtshuis waren beschermd als rijksmonument. Na de herontwikkeling van het klooster in 2013 is besloten het bouwwerk af te voeren van het rijksmonumentenregister. Het gerestaureerde klooster en de kapel zijn een gemeentelijk monument.

## Fotogalerij

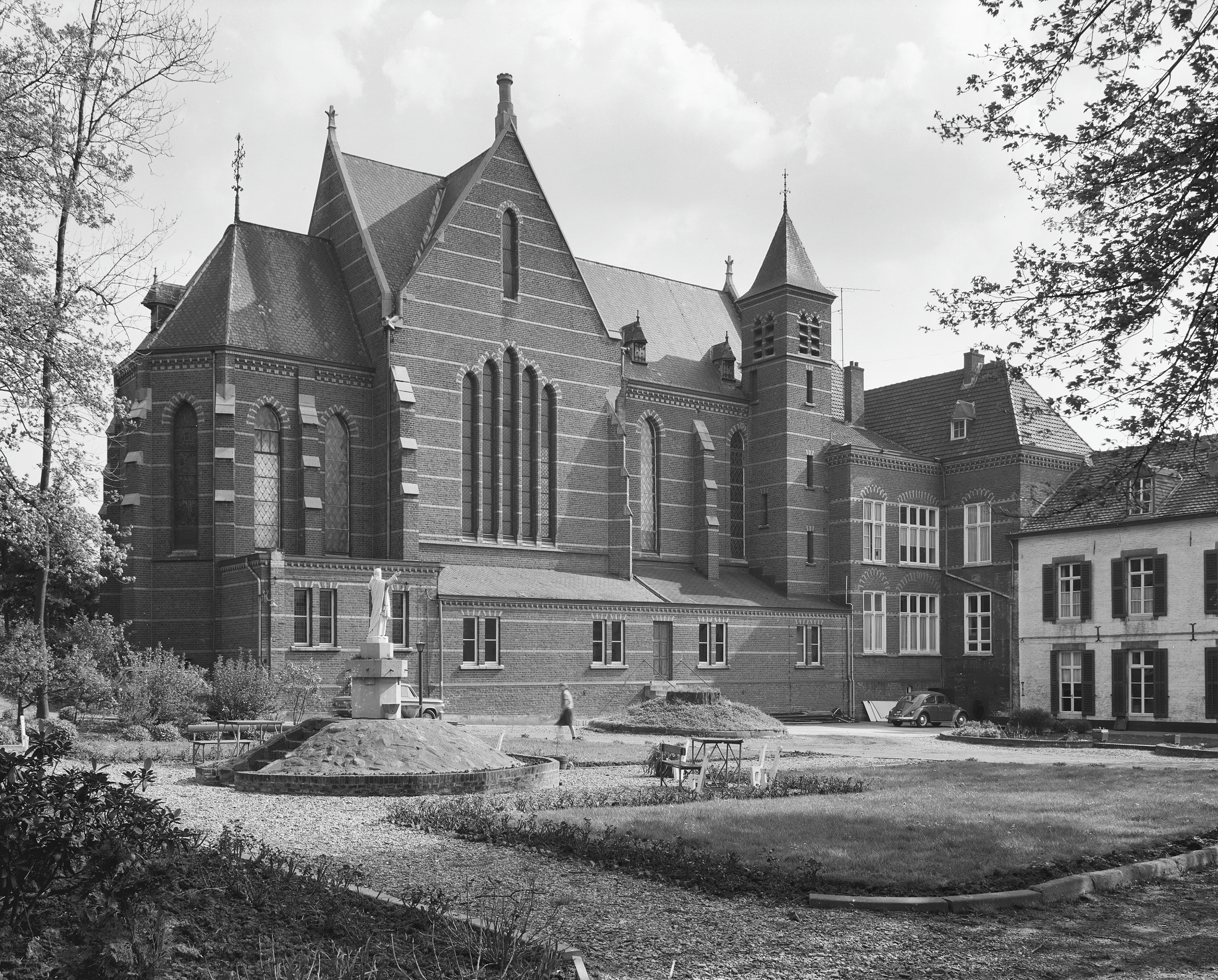
Klooster Abshoven vóór de brand
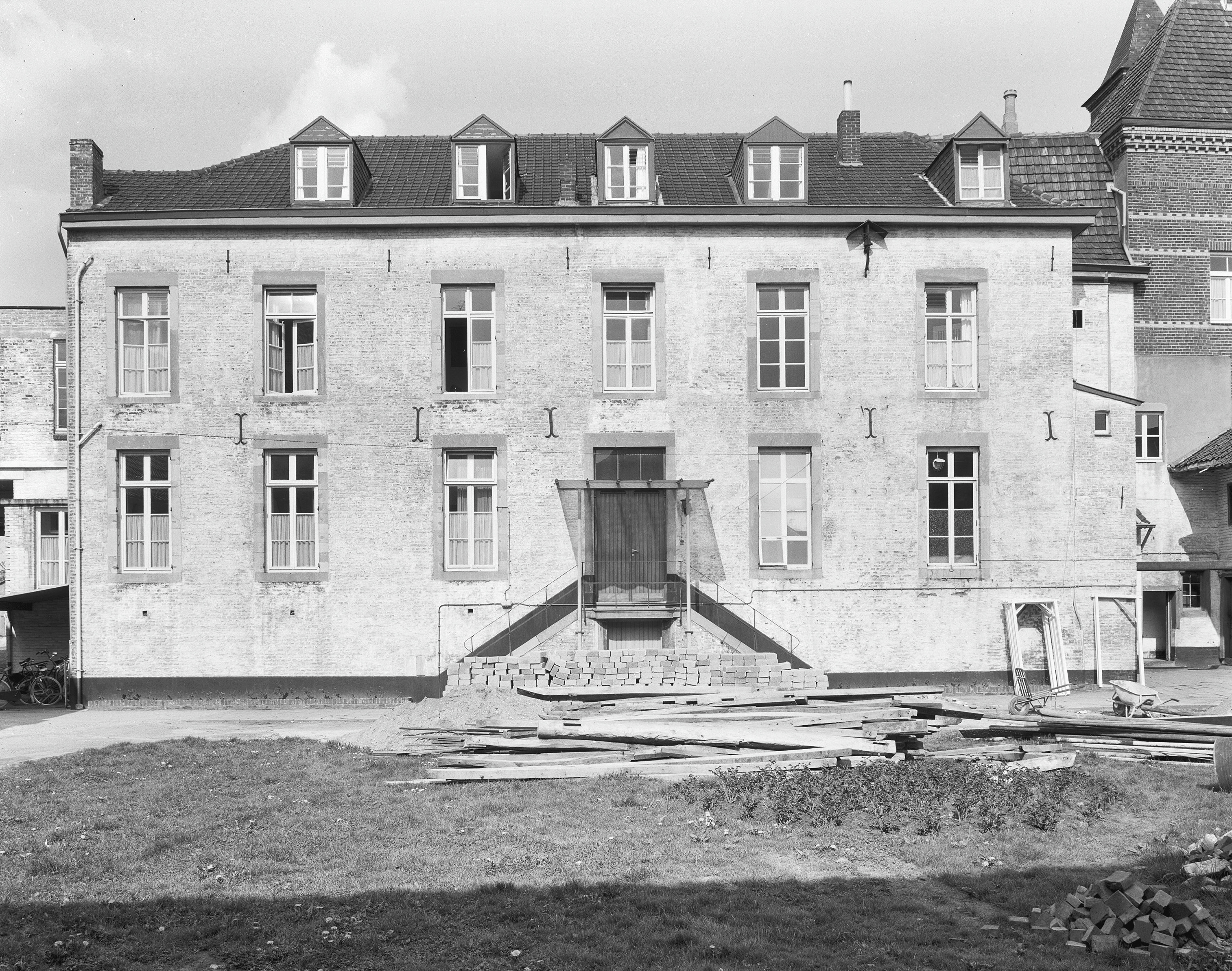
Het herenhuis in 1966
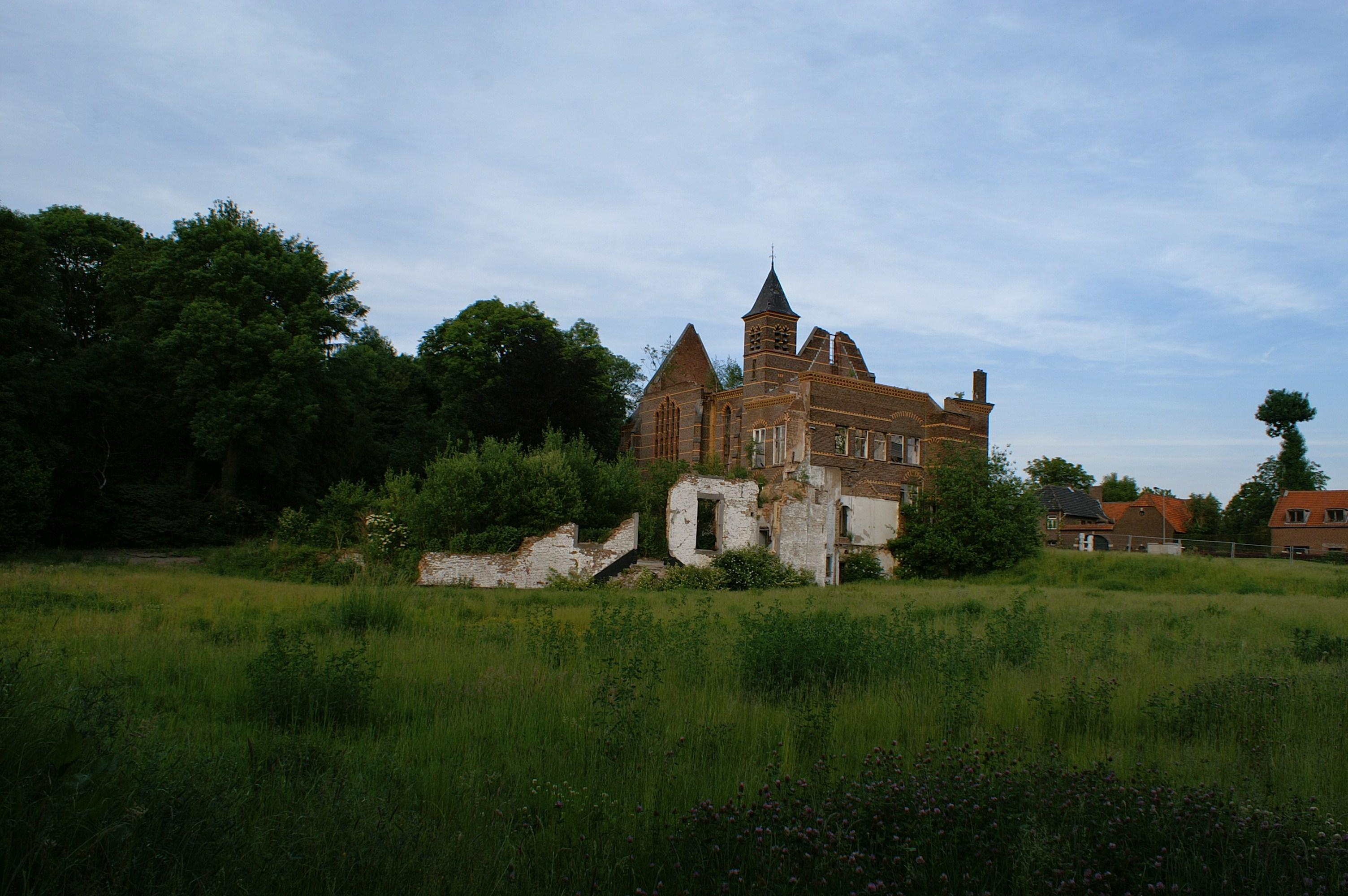
Kloosterruïne vóór de restauratie
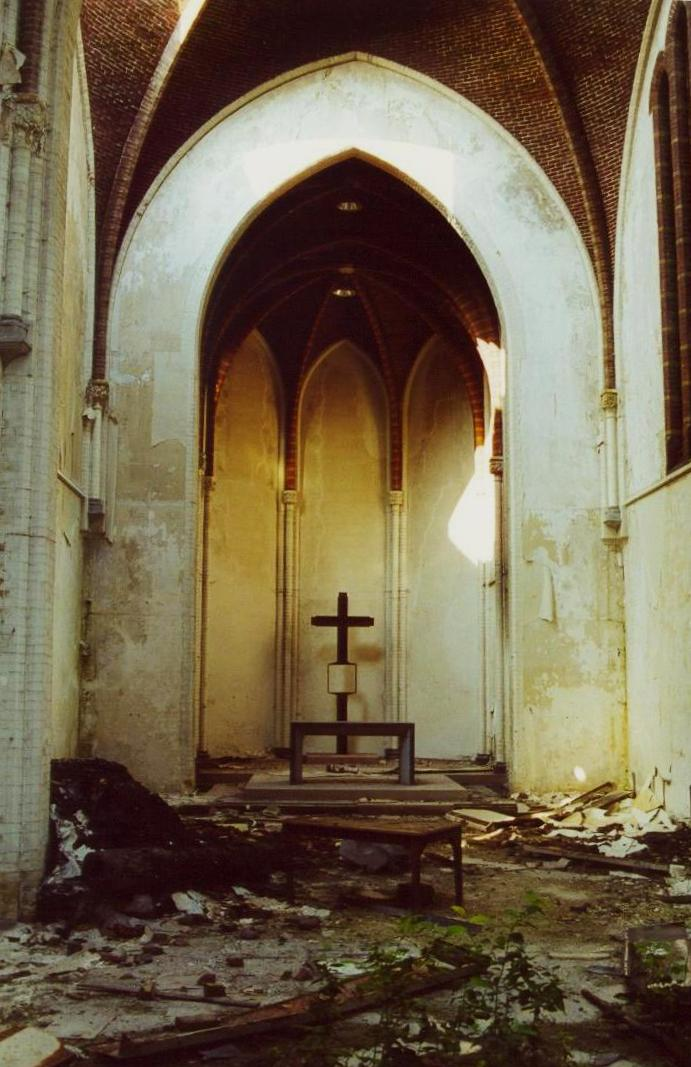
Neogotische kapel in desolate toestand
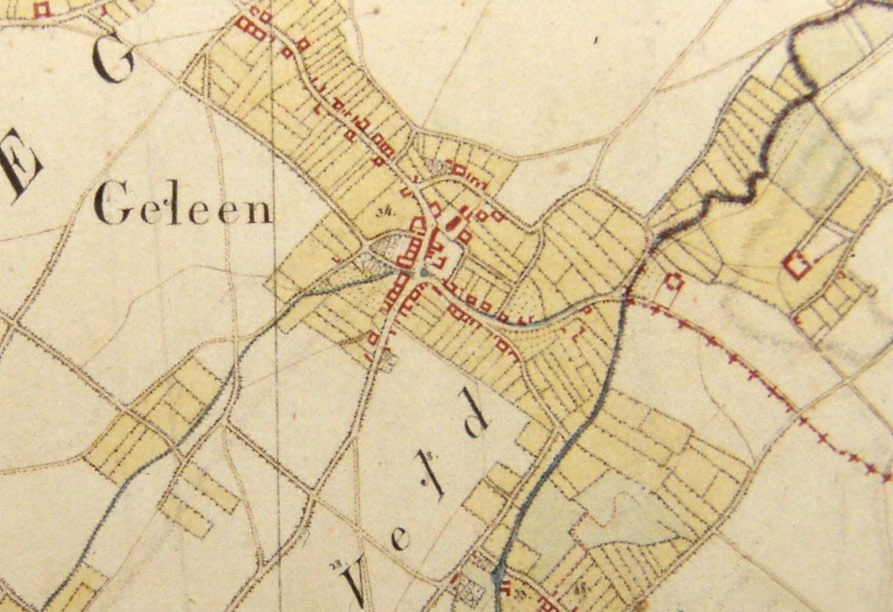
Tranchotkaart van Geleen uit 1802. De rode vierkant rechts geeft de locatie van Abshoven aan.